# ویلموف (ناحیه دیتشین)
ویلموف (به چکی: Vilémov) یک منطقهٔ مسکونی در جمهوری چک است که در ناحیه دیتشین واقع شده‌است. ویلموف ۴٫۰۶ کیلومتر مربع مساحت و ۱٬۰۰۸ نفر جمعیت دارد و ۳۲۲ متر بالاتر از سطح دریا واقع شده‌است.